# Navajo

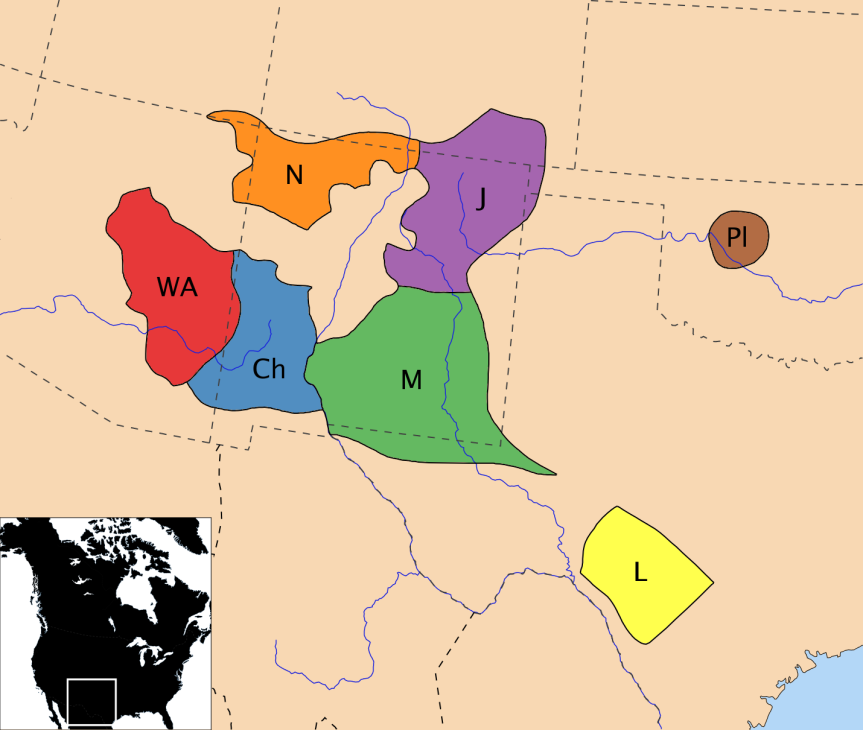
Navajoernas och apachernas bosättningsområden på 1700-talet: N = Navajo; WA = Västliga apacher; Ch = Chiricahuaapacher; J = Jicarillaapacher; M = Mescaleroapacher; Pl = Prärieapacher; L = Lipanapacher.

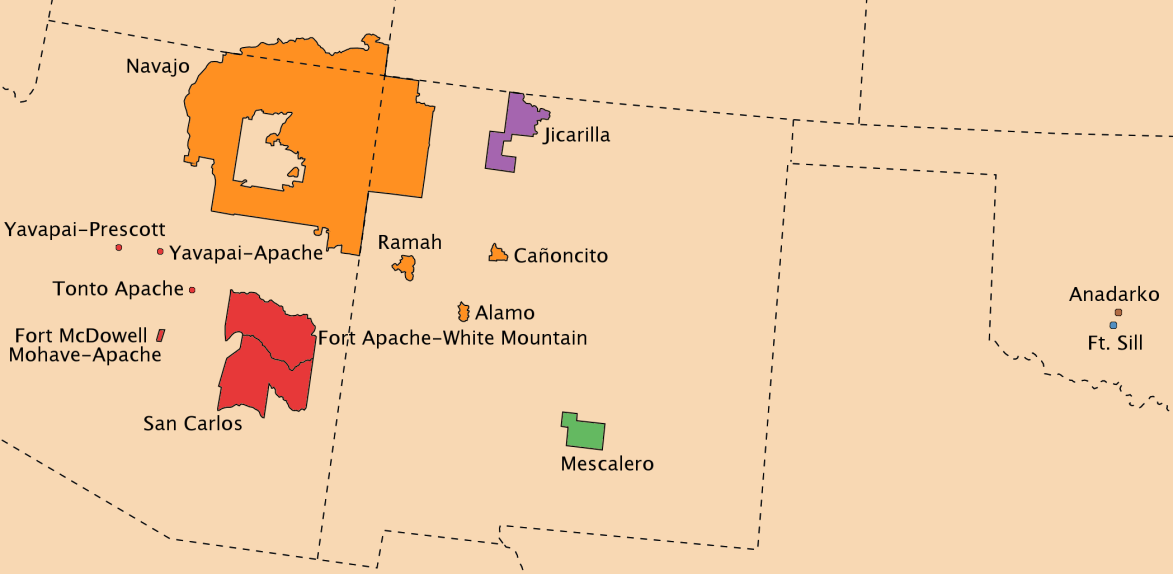
Moderna indianreservat avsatta för navahoer och apacher.

Navajo (navajo: Diné) är det indianfolk som har det största antalet ättlingar i dagens USA. Deras antal uppgår till 250 000. Navajo har sin geografiska hemvist i sydvästra USA, framför allt i de intill varandra gränsande områdena i delstaterna Arizona, New Mexico, Utah och Colorado. De flesta bor i Navajoreservatet, som är det största indianreservatet i USA.

## Historia
Under en 300-årsperiod bekämpade stammen envist men utan framgång såväl spanska som andra kolonisatörer.[källa behövs] Navajofolket förde en seminomadisk tillvaro; troligtvis påverkade genom de bofasta puebloindianer som tidigare bebott stammens kärnområde.[källa behövs]

## Idag
Även idag lever många av dem som herdar med små hjordar med får och getter. Vissa medlemmar av navajofolket försörjer sig genom att sälja smycken av silver och turkos till förbipasserande turister.

## Bildgalleri

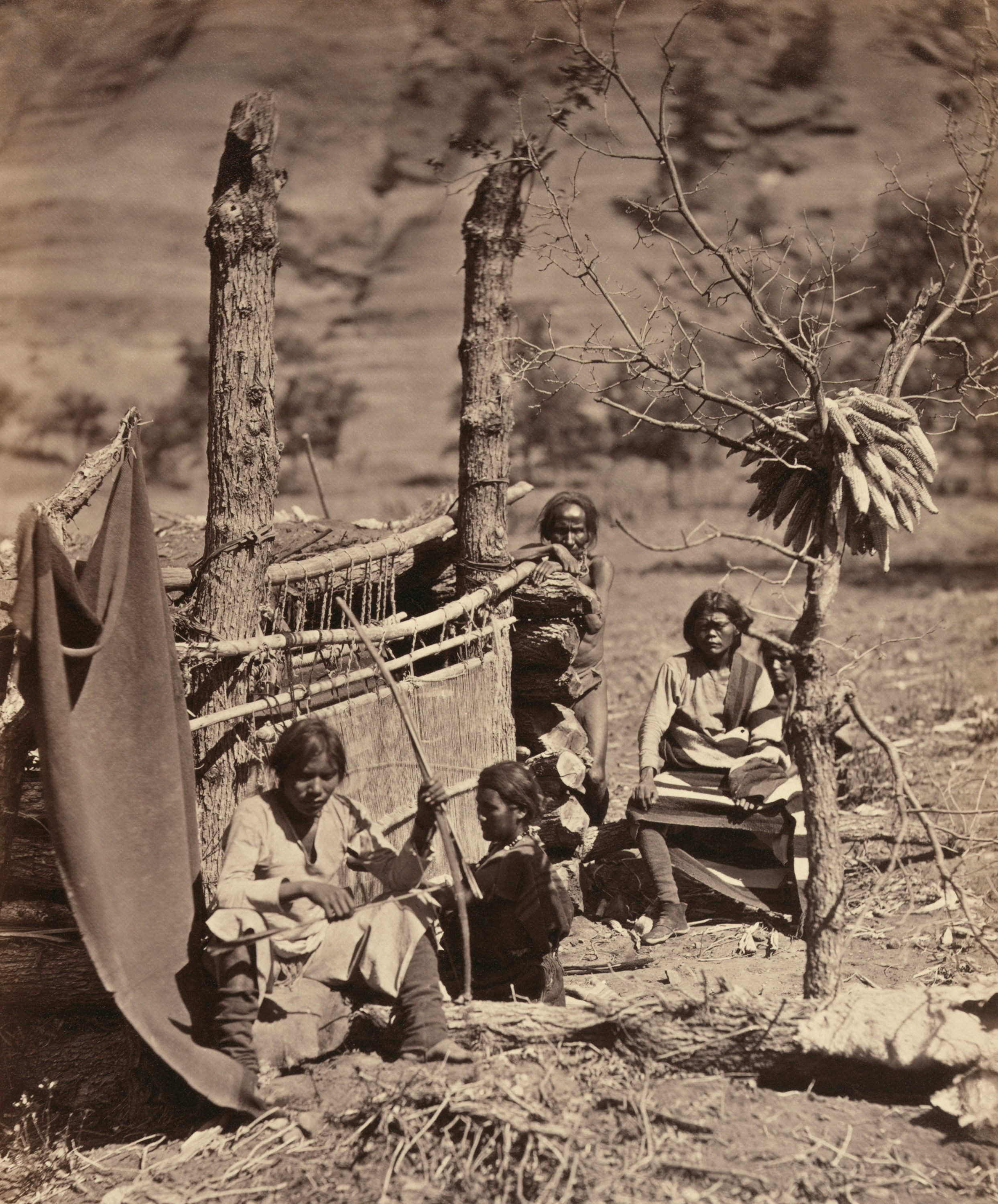
Navajofamilj. Fort Defiance, Arizona, 1873.
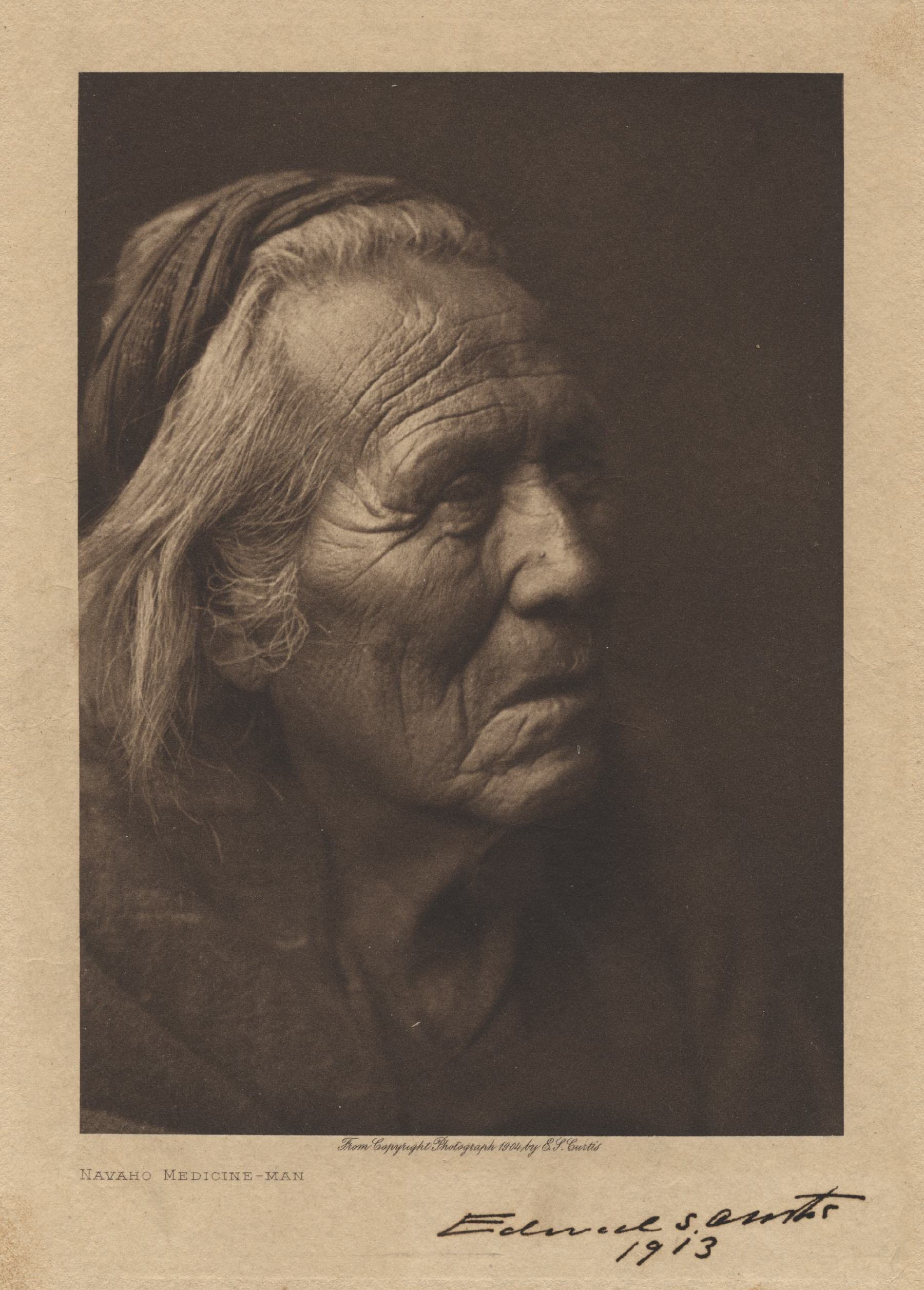
Medicinman. Foto Edward S. Curtis, 1913.
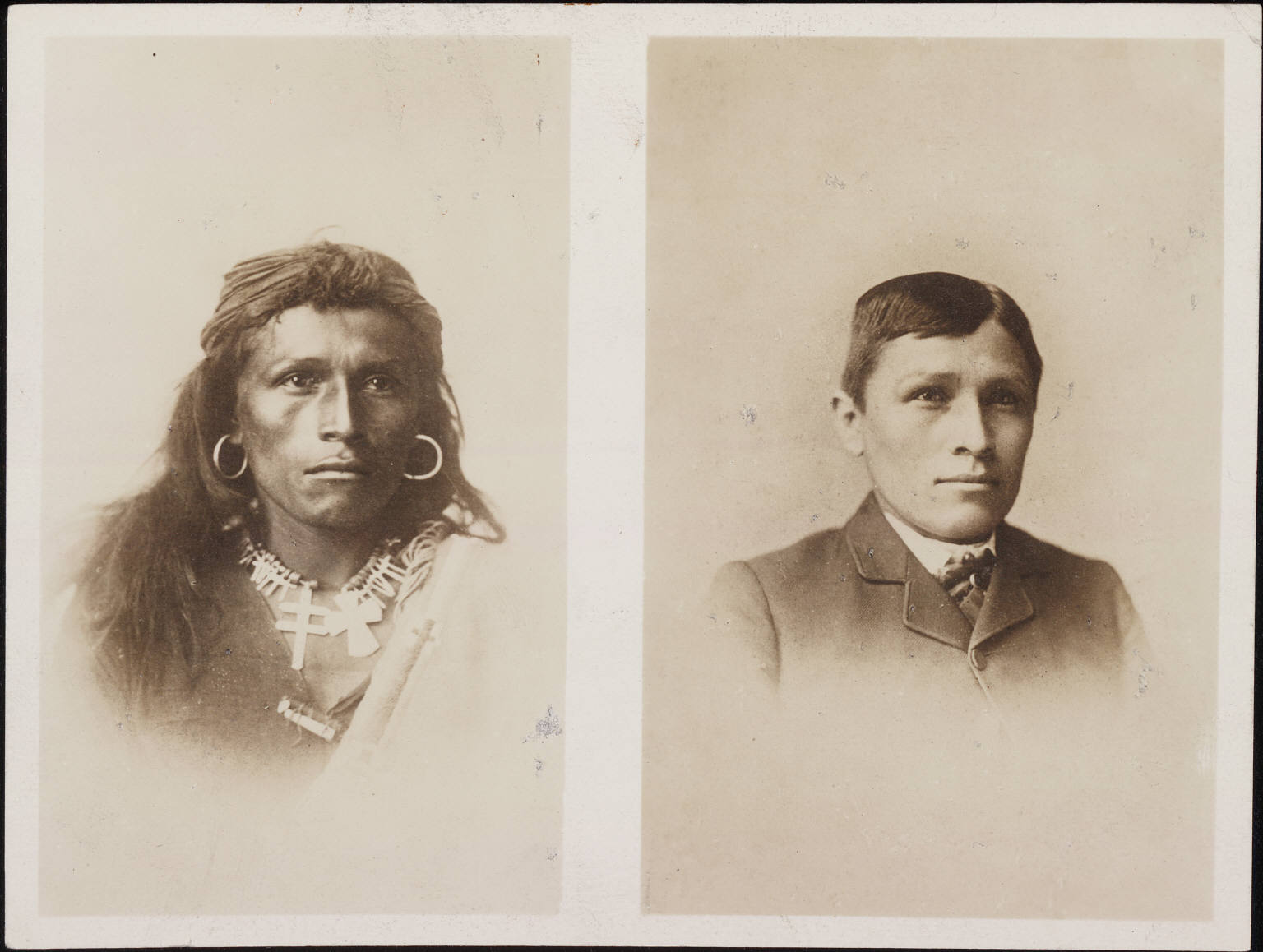
"Tom Torlino, Navajo, before and after." Foto J. N. Choate ca 1882.
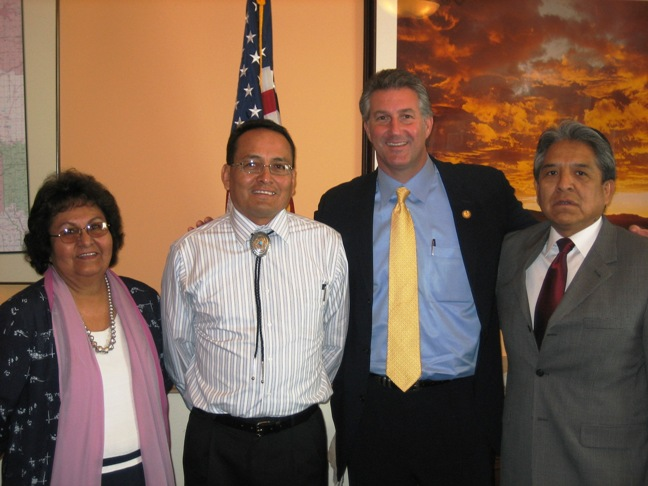
En kongressledamot träffar represantanter för the Navajo Nation Council on Education, 2006.